# デジタル資産管理
デジタル資産管理（デジタルしさんかんり、英: Digital Asset Management, DAM）は、デジタル写真、アニメーション、ビデオ、音楽などのデジタル資産の収集・注釈付け・カタログ化・保管・検索・提供などに関わるタスクと決定で構成される活動である。デジタル資産管理システムは、デジタル資産管理を行うソフトウェア（およびハードウェア）である。
デジタル資産管理 (DAM) はまた、ファイルをダウンロードし、改名し、バックアップし、評価し、グループ分けし、最適化し、保守し、エクスポートするプロトコルを指す。
メディア資産管理（メディアしさんかんり、英: Media Asset Management, MAM）は、デジタル資産管理の下位カテゴリとして使われることがあり、主にオーディオコンテンツとビデオコンテンツを扱う。より新しい概念であるエンタープライズコンテンツ管理 (ECM) も似たような機能を持つが、応用範囲がさらに広い。

## 用途
画像、動画、その他のメディア資産の管理には特殊な配慮が必要で、特に電子媒体の収集・格納・検索を効率化するよう設計されたソリューションを必要としている。このため、多くの企業や組織でデジタル資産管理を事業戦略の1つとして採用している。DAMシステムの効率的実装では、コンテンツ生産にかかる時間とコストを削減し、メディア資産からの投資回収率 (ROI) を最大化し、新製品と新サービスをより早く発売できるようにする。このシステムは、組織全体のメディア資産管理の費用対効果を最適化するよう設計されるべきである。

## 技術
一般に管理対象の「資産」はデジタル形式で収集・保管される。通常「エッセンス (essence)」と呼ばれるバージョンがあり、最も解像度や忠実度の高いものを指すのが一般的である。資産の詳細はメタデータで記述される。メタデータの詳細さは、そのシステム、設計者、ユーザーのニーズによって様々である。メタデータの内容としては、例えば、コンテンツの説明、符号化手段（JPEG、MPEG2など）、出典、権利保持者、アクセス権などがある。メタデータの規格として、Dublin Core や PBCore がある。MPEG-2やJPEG2000などのサイズの大きいエッセンスを含むシステムの場合、エッセンスの「プロキシ (proxy)」コピーも持つのが一般的である。プロキシコピーはエッセンスよりも解像度が低く、DAMシステムの全体としての帯域幅要求を低減するのに使われる。資産のエッセンスをシステムに格納した際に同時あるいは直後に生成することができる。また、トランスコードを使って生成することも可能である。
小さいDAMシステムほど、特定のテーマに沿って運用されるため、内容や用法について分類しやすい。これはオーディオやビデオのプロダクションシステムに付随するDAMにも当てはまる。その鍵となる差異は、デコーダや入出力の種類である。エッセンス（およびプロキシコピー）にはメタデータが付随するため、メタデータをデコーダなどの選択のガイドとすることができる。これは、エッセンスを単なるストレージオブジェクトとして参照したり編集したりできることを意味する。より大きなシステムとしての設計や実装を考慮したとき、これが関係してくる。資産が収集/編集/再生という使われ方であるほど、帯域幅、レイテンシ、アクセス制御、リソースなどの要求に適応させるための技術的アーキテクチャのニーズが大きくなる。資産を汎用的ストレージアーキテクチャ（例えば階層型ストレージ管理）の中で捉えるほど、資産は（データベースではなく）ファイルシステム上の単なる大きなファイルとして扱われることになる。これらニーズの組み合わせにより大規模システムの設計では、エッセンスを使用したネットワークのフロントエンドとなる高性能なサブシステムと、ストレージやアーカイブを扱うサブシステムで構成することが可能であり、またそれが妥当である。

## 種類
デジタル資産管理システムは大まかに以下のように分類される。
- ブランド資産管理システム - 大きな組織におけるコンテンツ再利用のためのシステム。この場合のコンテンツは、製品写真、ロゴ、マーケティング関連の図やフォントなど、マーケティングや営業に関連するものである。
- ライブラリ資産管理システム - それほど頻繁に更新されないメディア資産（ビデオや写真など）の大量保管と検索を目的としたシステム。
- プロダクション資産管理システム - デジタルメディアの制作現場で使われるシステムであり、頻繁に更新されるデジタル資産の保管・組織化・バージョン管理などを目的とする。
- デジタル・サプライチェーン・サービス - デジタルコンテンツの流通システム（音楽、ビデオ、ゲームなど）

## プロバイダ
企業レベルのソリューションでは、大量の資産（ファイル）を扱えるスケーラビリティと信頼性を有し、同時に多数のユーザーが同時にアクセスでき、様々なワークフローやユースケースに同時に対応できる（システムに複数のアプリケーションが同時にアクセスできる）システムが要求される。企業システムは、基本システムにカスタマイズされた製品や機能を追加したり、その企業のワークフローに合ったシステムを開発することもある。企業クラスのシステムは中小企業や企業の1部門やワークグループで使うこともできる。一般にシステムは企業内の1部門で採用され、実績を積んだのち企業全体に展開される。ソフトウェアとしてインストールする方式もあるが、Software as a Service (SaaS) として外部で管理されてWebベースで利用される場合もある。
個人用のプロプライエタリまたはオープンソースのデジタル資産管理アプリケーションもある。イメージビューアの中には、バックアップ、組織化、メタデータやキーワードの読み書きが可能な管理機能を備えたものもある。